# 490628 Chassigny
490628 Chassigny è un asteroide della fascia principale. Scoperto nel 2010, presenta un'orbita caratterizzata da un semiasse maggiore pari a 2,5911585 au e da un'eccentricità di 0,1483467, inclinata di 3,51937° rispetto all'eclittica.